# Гілбертон (Пенсільванія)
Гілбертон (англ. Gilberton) — місто (англ. borough) в США, в окрузі Скайлкілл штату Пенсільванія. Розташоване за 7 км на захід від південної частини міста Маханой. Його населення становило 769 жителів за переписом 2010 року, скоротившись з 867 у 2000 році. 12,4 % населення є українцями. 
1900 року 4373 людини, що жили у місті, працювали на великих родовищах антрациту, видобуваючи вугілля. Вугільно-добувна промисловість процвітала 1910 року[уточнити] коли працював 5401 мешканець міста Гілбертон.

## Історія
Гілбертон названий за іменем Джона Гілберта, власника вугільної шахти..

## Географія
Гілбертон розташований за координатами 40°47′42″ пн. ш. 76°13′24″ зх. д. / 40.79500° пн. ш. 76.22333° зх. д. (40.795118, -76.223348).  За даними Бюро перепису населення США в 2010 році місто мало площу 3,76 км², з яких 3,68 км² — суходіл та 0,09 км² — водойми.
Гілбертон входить до складу Боро разом з іншими двома невеликими селами Маханой Плен та Майзвілл.  

## Демографія

### Перепис 2010
Згідно з переписом 2010 року, у селищі мешкало 769 осіб у 326 домогосподарствах у складі 201 родини. Густота населення становила 204 особи/км².  Було 431 помешкання (115/км²).
Расовий склад населення:
| - 97,4 % — білих - 1,7 % — осіб інших рас |

До двох чи більше рас належало 0,9 %. Частка іспаномовних становила 2,9 % від усіх жителів.
За віковим діапазоном населення розподілялося таким чином: 20,7 % — особи молодші 18 років, 60,3 % — особи у віці 18—64 років, 19,0 % — особи у віці 65 років та старші. Медіана віку мешканця становила 44,9 року. На 100 осіб жіночої статі у селищі припадало 102,4 чоловіків;  на 100 жінок у віці від 18 років та старших — 103,3 чоловіків також старших 18 років.
Середній дохід на одне домашнє господарство  становив 44 142 долари США (медіана — 41 198), а середній дохід на одну сім'ю — 47 562 долари (медіана — 43 676). За межею бідності перебувало 22,7 % осіб, у тому числі 38,1 % дітей у віці до 18 років та 18,4 % осіб у віці 65 років та старших.
Цивільне працевлаштоване населення становило 359 осіб. Основні галузі зайнятості: виробництво — 25,1 %, роздрібна торгівля — 15,3 %, освіта, охорона здоров'я та соціальна допомога — 11,4 %, мистецтво, розваги та відпочинок — 9,7 %.

### Перепис 2000
Згідно з переписом 2000 року у містечку проживало 867 осіб, 385 домогосподарств, 219 сімей, які проживають в районі. Щільність населення була 608.3 чоловік на квадратну милю (234.1/км²). В містечку знаходилося 474 одиниць житла в середньому щільність 332.6 на квадратну милю (128.0/км²). Расовий склад району був 97.92 % Білий, 0.35 % корінних американців, 1.61 % азіати і 0,12 % — двох або більше гонок. латиноамериканців — 0.35 % населення.
За переписом проживало 385 сімей, з яких 23.6 % мали дітей у віці до 18 років, які проживають з ними, 42.3 % були у шлюбі, які живуть разом. Крім того, 10.9 % сімейних жінок проживали без чоловіків, ще 43,1 % не мали сім'ї. 40.3 % всіх домогосподарств складаються з окремих осіб, а у 22,3 % — у віці 65 років або старше. Середній розмір домогосподарства становив 2,25 і середній розмір родини був 3.10 людини.
У містечку населення було поширене з 21,8 % у віці до 18 років, 6,8 % — з 18 до 24 років, 29.3 % — від 25 до 44 років, 22.6 % — від 45 до 64 років і 19,5 %, тим кому було 65 років і старше.
Середній вік становив 40 років. На кожні 100 жінок проживало 100.2 чоловіків. На кожні 100 жінок у віці 18 років і старше становили 98,2 чоловіків.
Середній дохід на одне домашнє господарство в місті складав $24,792, а середній дохід на одну сім'ю — $34,500. Чоловіки мали середній дохід від $27,875 проти $21,000 для жінок. Дохід на душу населення в місті становив $14,785. Близько 9,5 % з сімей і 10,6 % населення мали рівень доходів нижче межі бідності, включаючи 12.4 % з тих, хто був віком 18 та 7,7 % — у віці 65 років і старше.

## Вугільна компанія
Вугільна компанія Гілбертона була заснована в 1940 році Джоном Б. Річем. Підприємство розташоване на східній околиці міста і до цих пір[коли?] знаходиться в експлуатації.

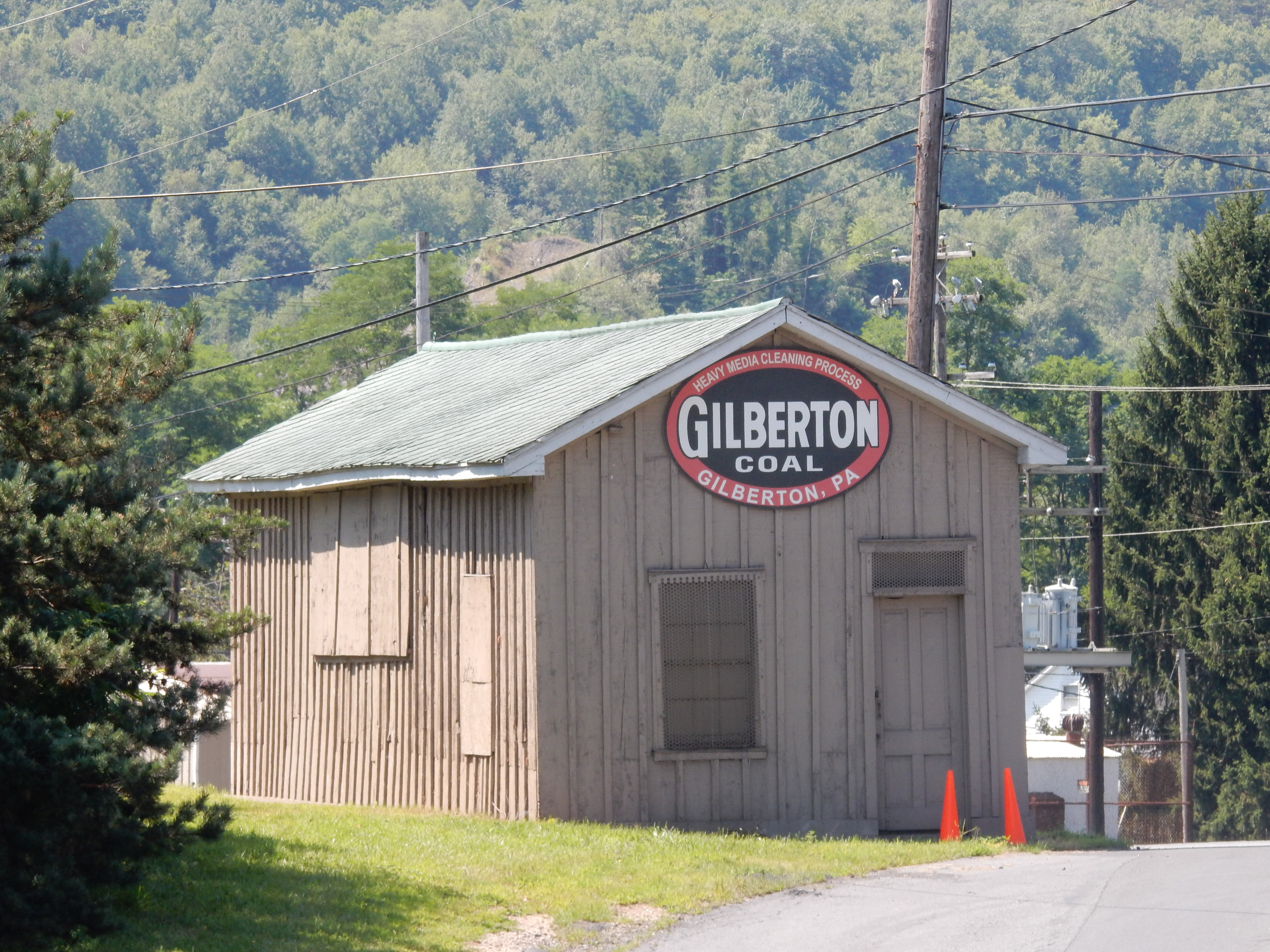
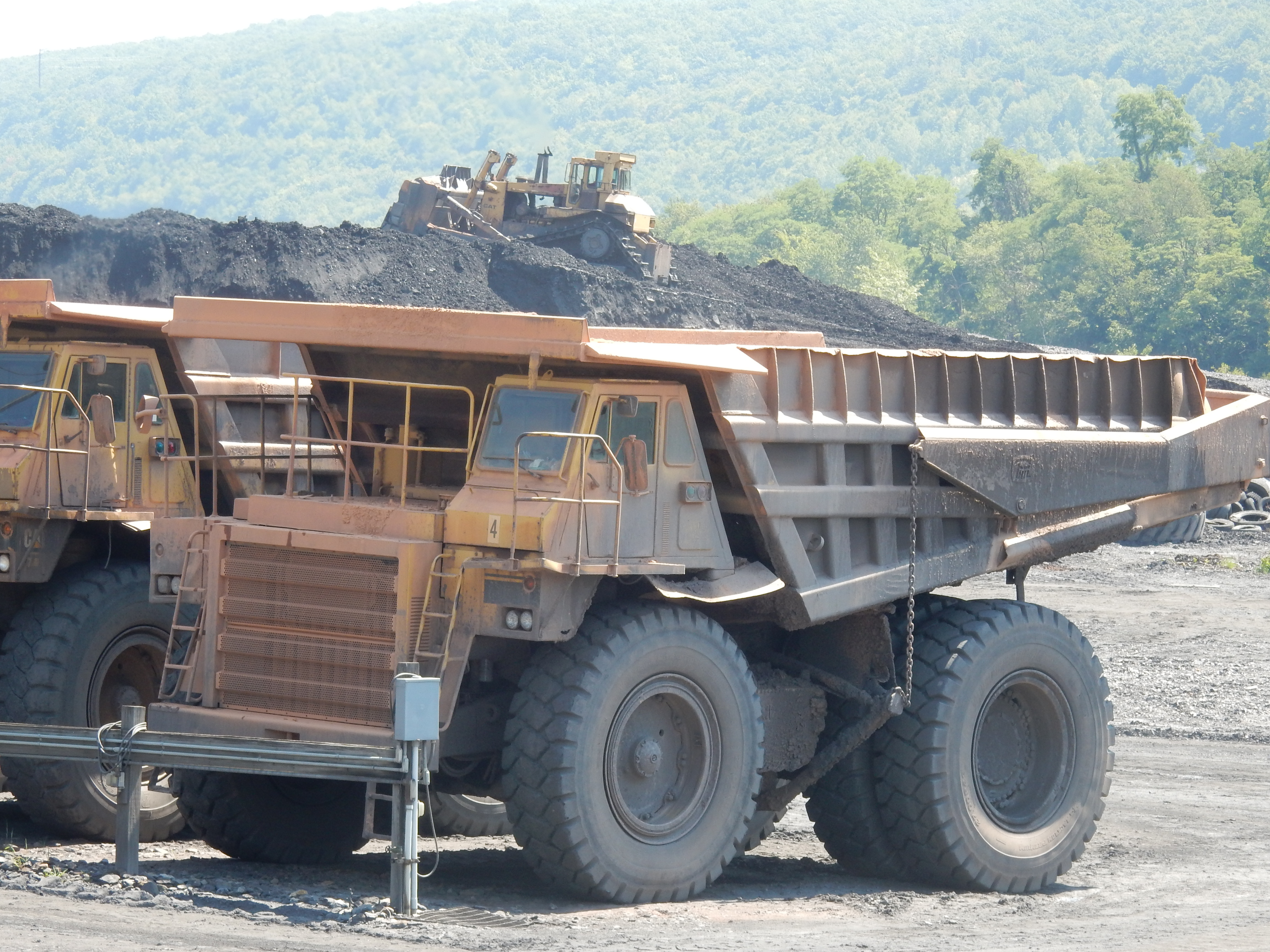
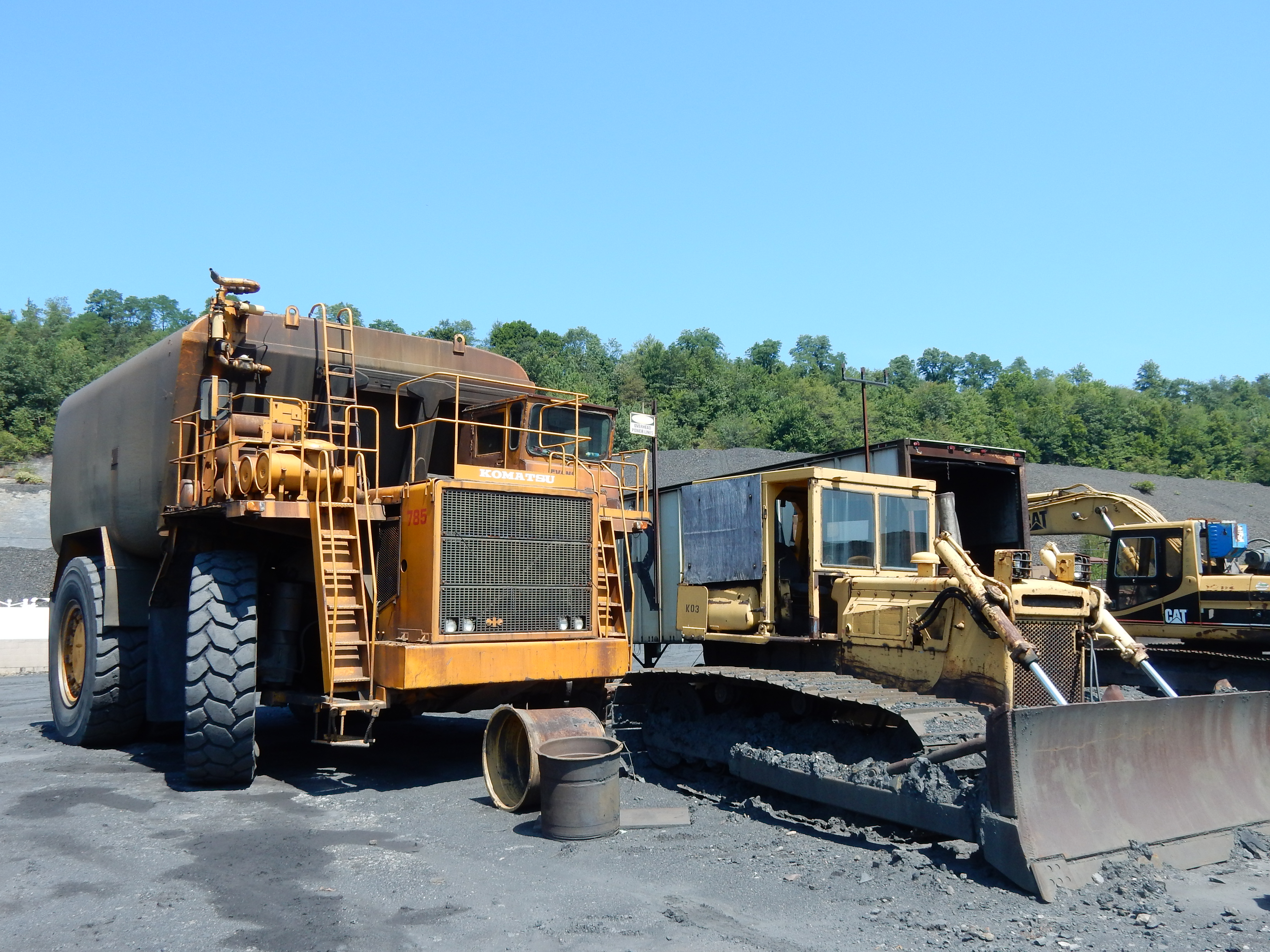
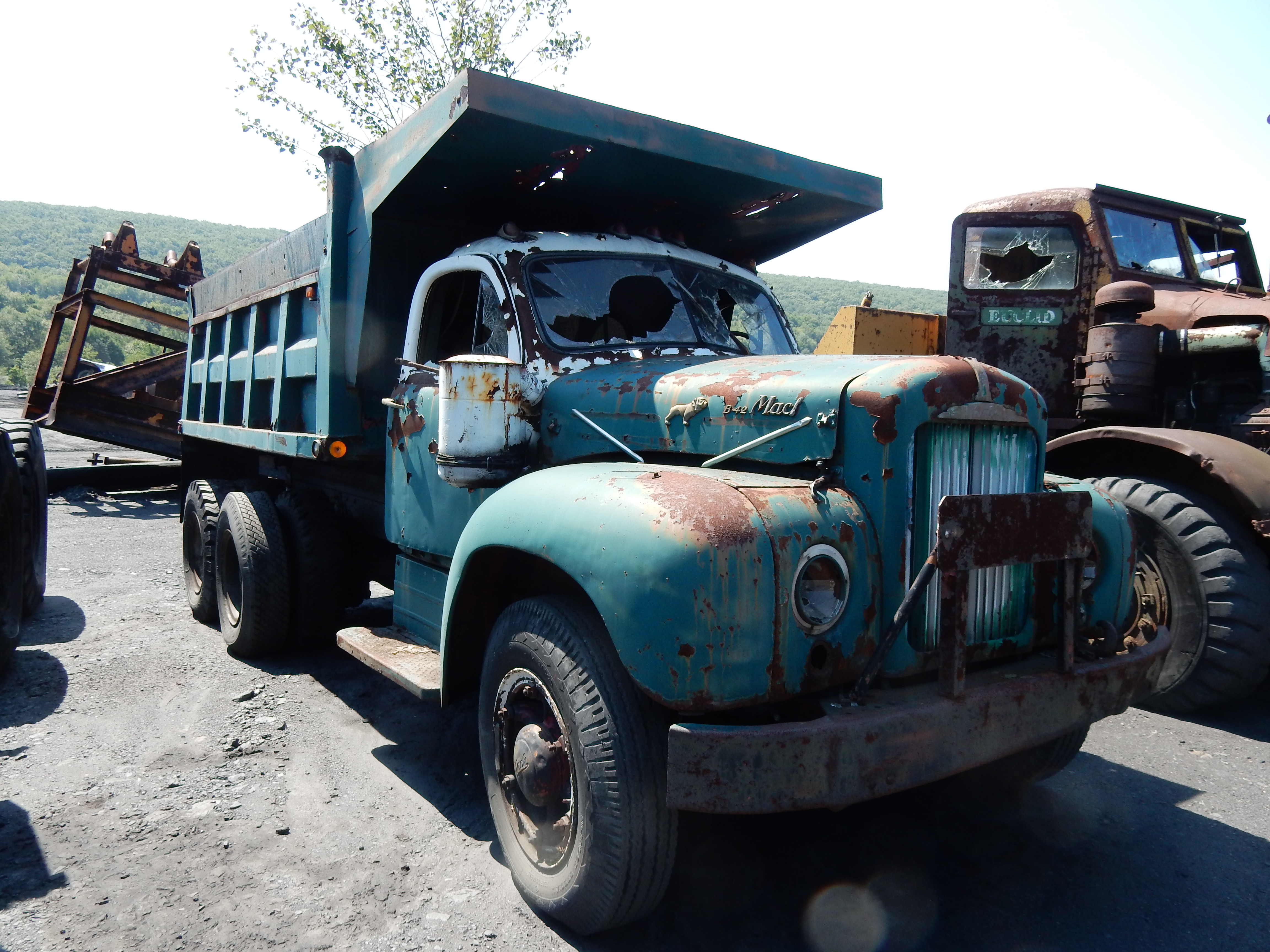
Стара вантажівка, в кузові якої росте дерево

## Галерея

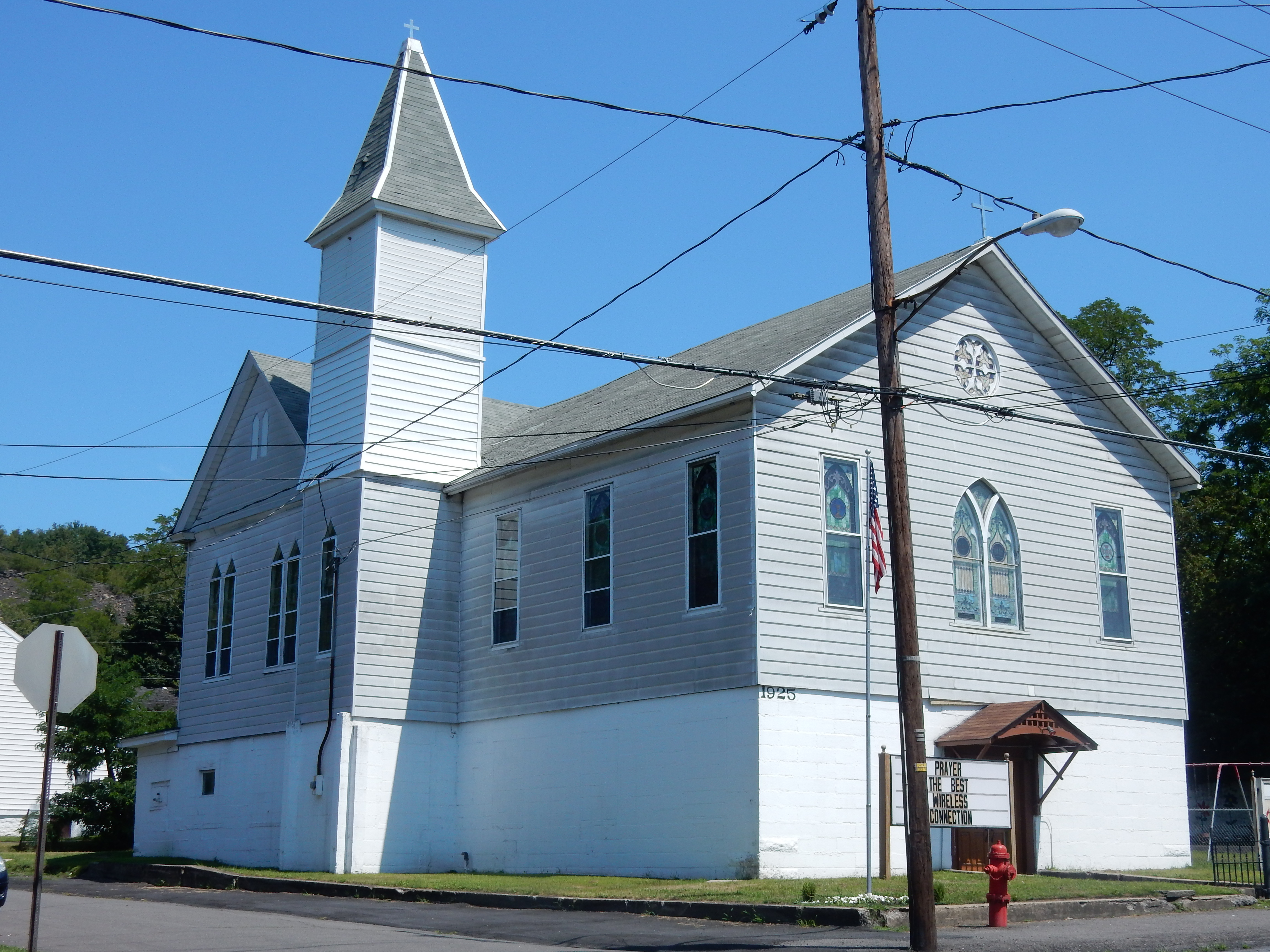
Об'єднана Методистська Церква
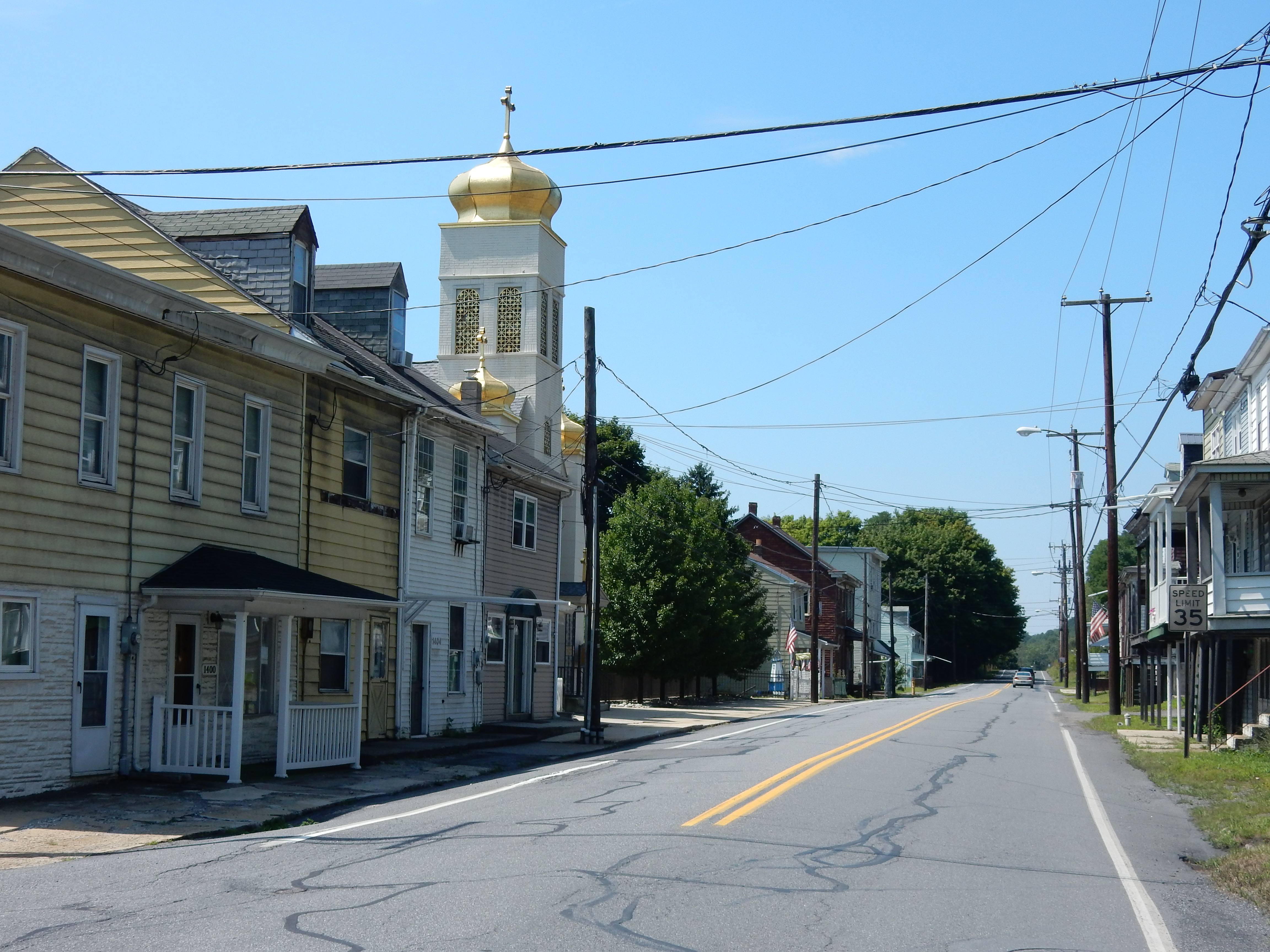
Головна вулиця Maizeville (ПА 54)
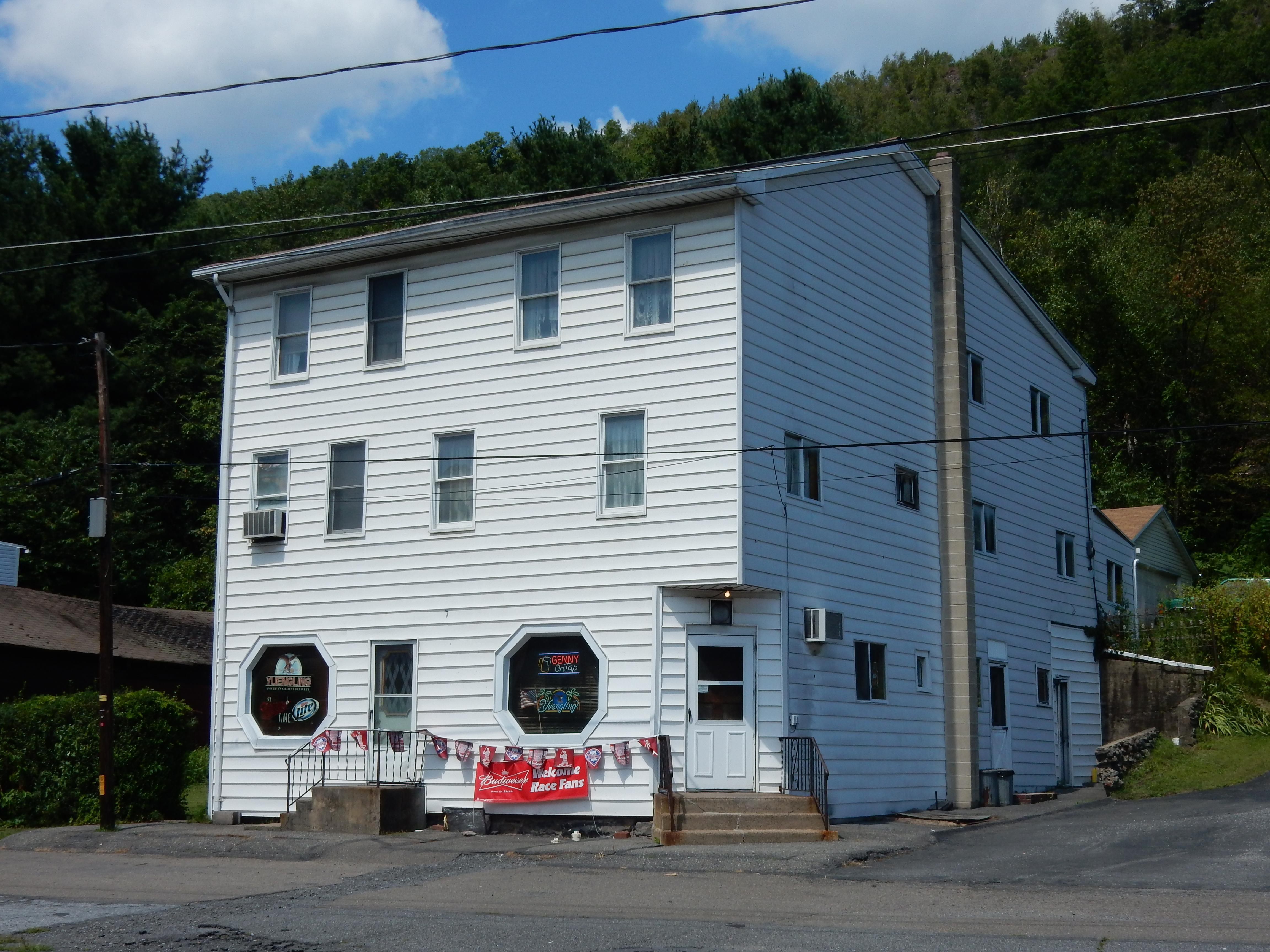
Бар Naspinsky в селищі Маханой
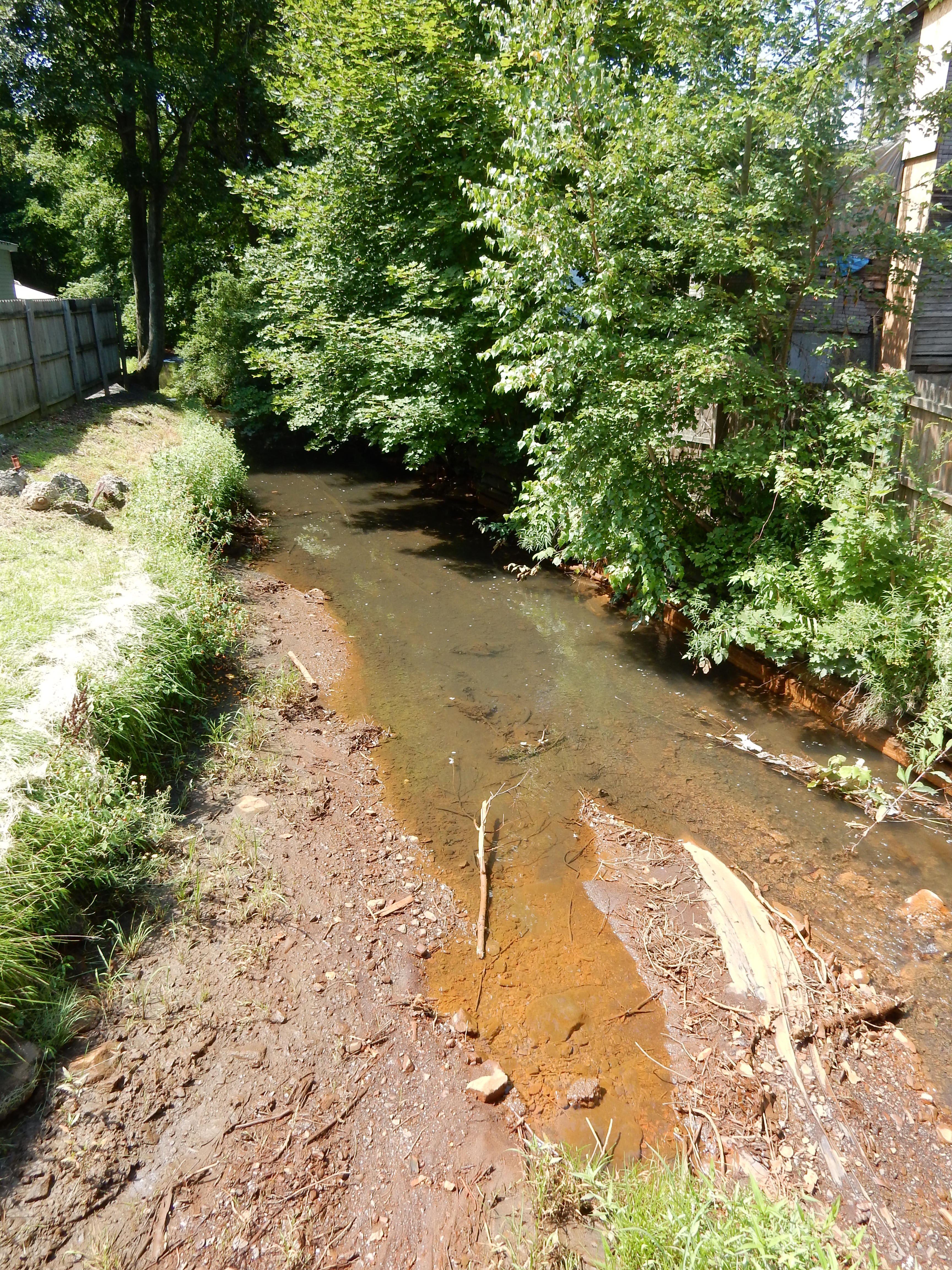
Селище Маханой